# Sharknado 5: Global Swarming
Sharknado 5: Global Swarming é um telefilme de 2017 dirigido por Anthony C. Ferrante e distribuido pelo canal de televisão Syfy e The Asylum. É o sétimo filme da série de filmes Sharknado, vindo depois de 2 Lava 2 Lantula (2016) e é a sequência de Sharknado: The 4th Awakens (2016).
O oitavo filme, The Last Sharknado: It's About Time, foi lançado em 2018.

## Produção
Um quinto filme de Sharknado foi confirmado em outubro de 2016 e lançado em 6 de agosto de 2017. O título seria Sharknado 5... Earth 0, mas em 1 de junho de 2017, o título foi revelado como Sharknado 5: Global Swarming com o slogan "Make America Bait Again". O slogan e o título foram selecionados por meio de envio e votação de fãs. O slogan "Make America Bait Again" foi enviado por James Guill, um escritor freelancer de pôquer. Seu slogan era uma paródia ao slogan popular "Make America Great Again" de Donald Trump.

## Recepção
No Rotten Tomatoes tem uma taxa de aprovação de 30% com base nas avaliações de 10 críticos.
Les Chappell do The AV Club deu ao filme uma nota A e escreveu: "De alguma forma, Sharknado 5: Global Swarming tira a franquia do abismo e a retorna ao que deveria ser: divertido de assistir."